# Catània
|  | Aquest article tracta sobre una ciutat italiana. Si cerqueu el dolç de xocolata i ametlla, vegeu «Catània (dolç)». |

Localització de Catània

Catània (en sicilià i italià Catania) és una ciutat de l'est de Sicília, capital de la ciutat metropolitana de Catània, als contraforts de l'Etna i a la vora del golf de Catània. Té més de tres-cents mil habitants. És la segona ciutat de l'illa per la seva població després de la capital, Palerm, i el primer port. La universitat fou fundada el 1434 per Alfons el Magnànim. Té un aeroport internacional. Limita amb els municipis d'Aci Castello, Belpasso, Carlentini (SR), Gravina di Catania, Lentini (SR), Mascalucia, Misterbianco, Motta Sant'Anastasia, San Gregorio di Catania, San Pietro Clarenza, Sant'Agata li Battiati i Tremestieri Etneo.

## Història
Fou una colònia calcídia fundada per la veïna Naxos, sota direcció d'Euarcos. El seu nom fou Càtana. La data exacta no es coneix, però fou poc abans del 700 aC. La legislació de Carondes va afectar totes les ciutats calcídies de l'illa i la Magna Grècia a més del mateix país.
El 476 aC fou ocupada per Hieró de Siracusa, que va establir els seus habitants a Leontins i hi va portar nous habitants, uns deu mil siracusans i del Peloponès: li va donar el nom d'Etna i se'n titulà Oekist (fundador). A la mort de Hieró i l'expulsió de Trasibul, els antics habitants i els sículs dirigits pel rei Ducetius van expulsar els habitants d'Etna cap a la fortalesa d'Inessa, a la qual van donar el nom d'Etna, i la ciutat va tornar a ser Catània (461 aC).
Durant l'expedició d'Atenes a l'illa la ciutat va rebutjar rebre la flota atenenca, però finalment foren forçats a una aliança amb els expedicionaris i la ciutat va esdevenir el quarter general de la flota i base contra Siracusa. No se sap què va passar amb la derrota dels atenencs, però el 403 aC va ser ocupada per Dionís de Siracusa, que va vendre els habitants com a esclaus i va saquejar la ciutat, on va establir els seus mercenaris de Campània. Els mercenaris van abandonar la ciutat el 396 aC i es van retirar a Etna, davant l'arribada d'un exèrcit cartaginès dirigit per Himilcó i Magó. Els cartaginesos van derrotar Leptines, germà de Dionís, en una gran batalla naval davant la ciutat, que fou ocupada pels cartaginesos.
Després desapareix per un temps de la història tot i que va subsistir com a ciutat. Cal·lipos, l'assassí de Dió, expulsat de Siracusa, va tenir per un temps la possessió de Catània, i quan Timoleó va desembarcar a Sicília va trobar la ciutat en mans d'un dèspota anomenat Mamercos, que es va aliar amb el corinti però després es va passar als cartaginesos, per això Timoleó el va atacar i enderrocar. Va ser llavors ciutat independent i en temps d'Agàtocles va oscil·lar entre aquest i Cartago.
Quan Pirros de l'Epir va desembarcar a Sicília fou la primera ciutat que li va obrir les portes. En la Primera Guerra púnica fou sotmesa ràpidament per Roma el 263 aC en ser ocupada per Valeri Messala. No fou foederata civitas com les veïnes Tauromenium i Messana, però fou aliada de Roma i va conservar les institucions municipals; el magistrat principal portava el títol de Proagoros. El nom sota domini romà fou Catana o Catina (aquesta darrera forma té el suport d'algunes inscripcions).
El 121 aC l'erupció de l'Etna la va afectar seriosament i va quedar lliure de taxes per deu anys. Va ser saquejada per Sext Pompeu i va rebre després una colònia romana sota August. Va romandre colònia sota l'imperi.
Després de les ocupacions dels bàrbars fou recuperada el 535 per Belisari, en 900 va passar als àrabs i el 1071 als normands seguint la sort de Sicília. El 1282 va passar als catalans i fou la residència favorita dels reis i al segle xiv seu del parlament sicilià. El 1372 s'hi va signar la pau de Catània entre Frederic III de Sicília i Joana I de Nàpols. El 1392 fou teatre d'una revolta anticatalana de dos anys, però després fou considerada cap i protectora de tots els catalans.
Als segles xvi i xvii va patir erupcions de l'Etna i el 1693 un terratrèmol.
Carondes el legislador fou nadiu de la ciutat; el poeta Stesícoros hi va viure i morir; el filòsof Xenòfanes hi va viure els darrers anys. L'introductor del ball en la música de flauta, Andron, era nascut a la ciutat. La llegenda parla dels germans Amfínomos i Anàpies que en una erupció del volcà van deixar totes les seves pertinences per salvar parents i amics.
De l'època grega no queden restes, però sí de la romana (teatre, amfiteatre, muralles, banys i alguns edificis i sepulcres, a més d'un aqüeducte a la rodalia destruït per una erupció).

## Administració
| Període   | Identitat             | Partit                   |
| --------- | --------------------- | ------------------------ |
| 1993-2000 | Enzo Bianco           | l'Ulivo                  |
| 2000-2008 | Umberto Scapagnini    | Pol de les Llibertats    |
| 2008      | Elita Schillaci       | Moviment per l'Autonomia |
| 2008-     | Raffaelle Stancanelli | Poble de la Llibertat    |

## Galeria d'imatges

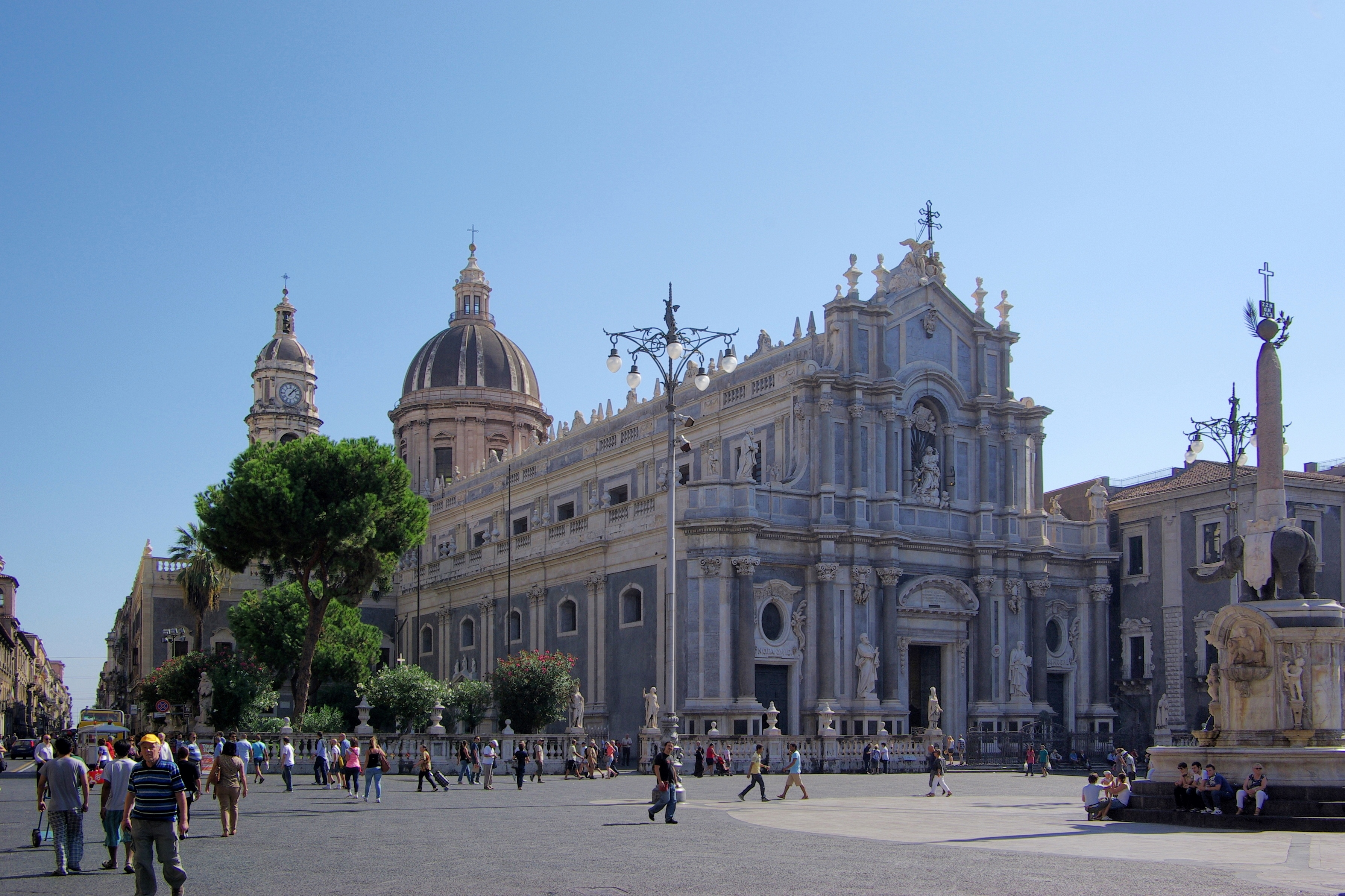
Duomo di Sant'Agata
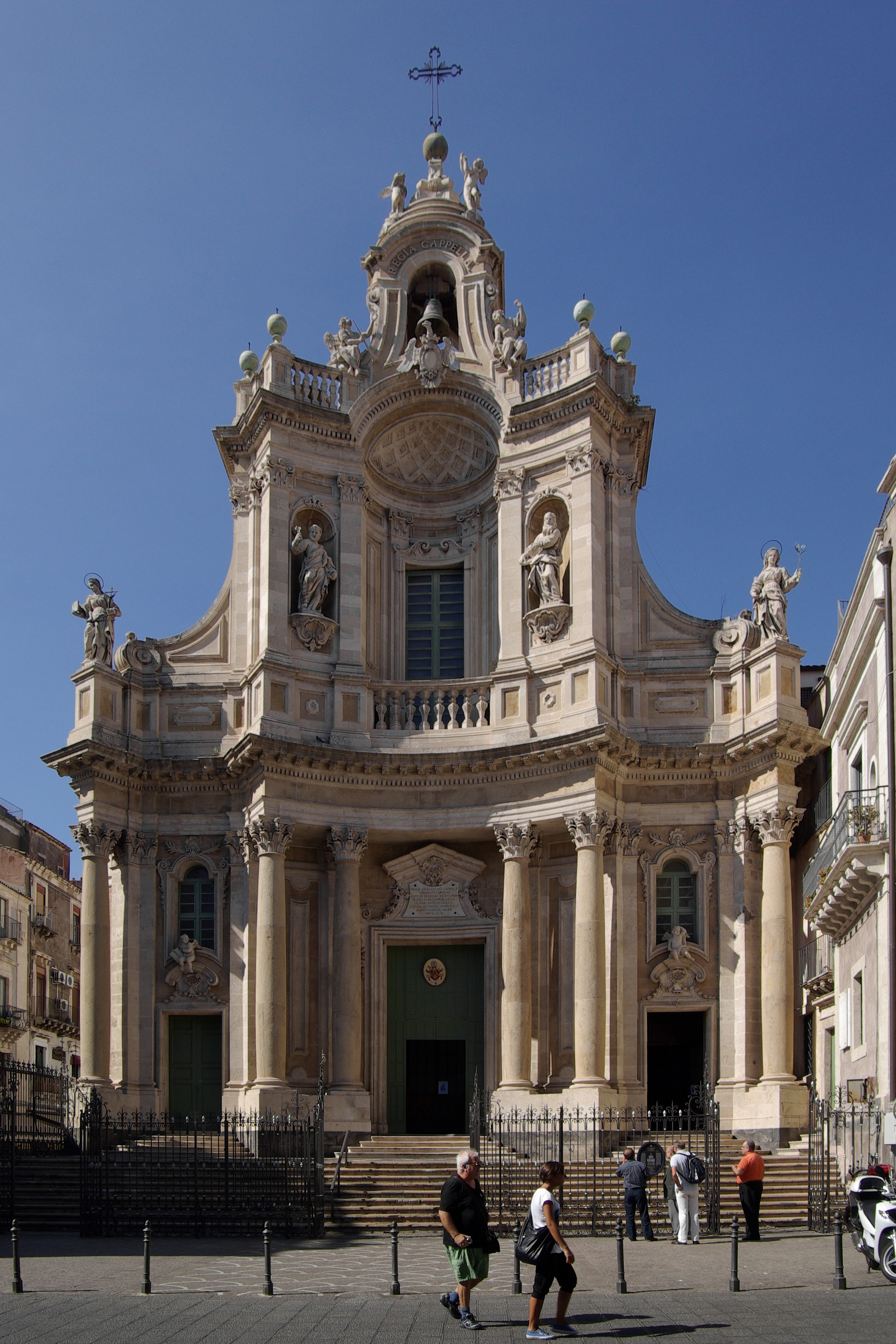
Collegiata di Santa Maria dell'Elemosina
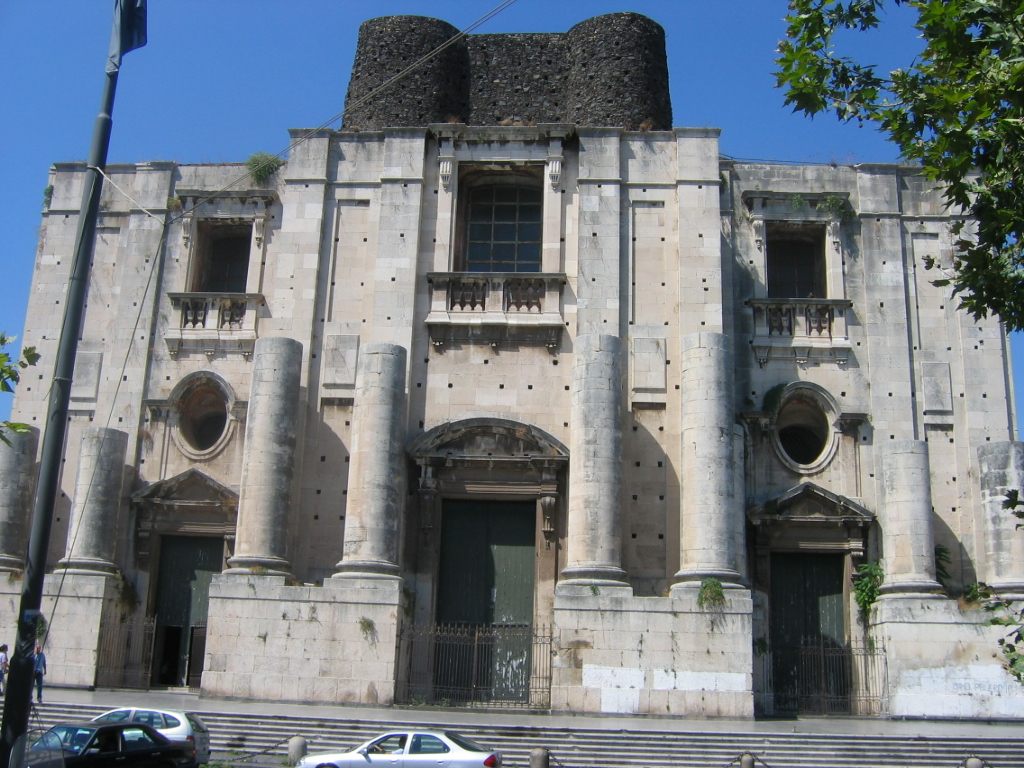
Basilica di San Nicola l'Arena
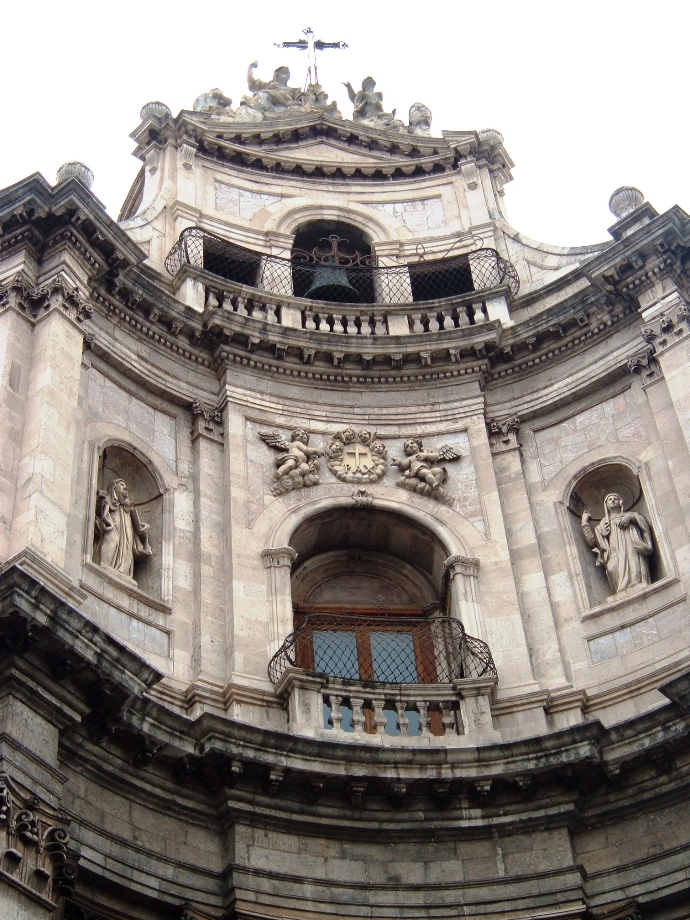
San Placido
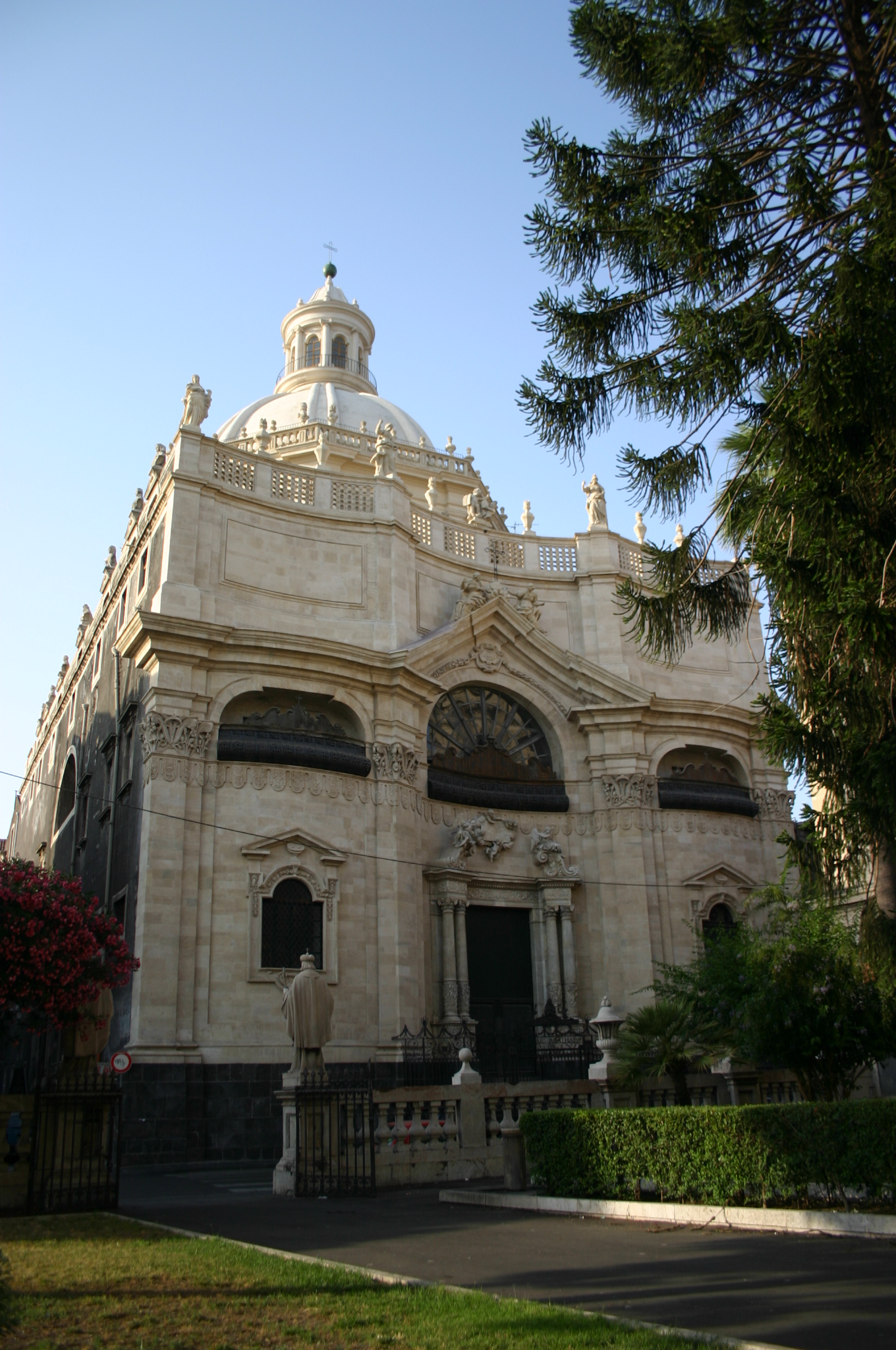
Badìa di Sant'Agata
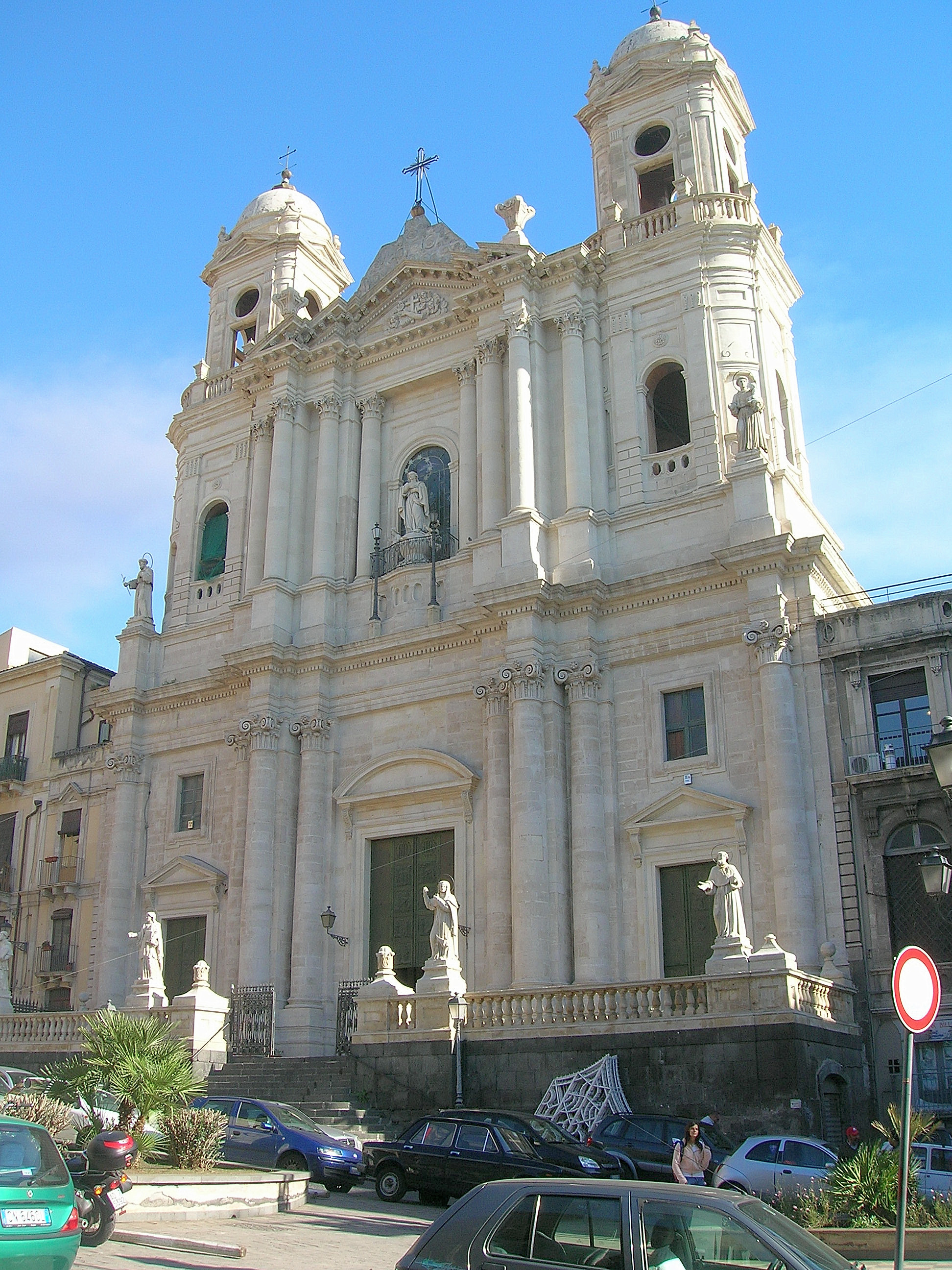
San Francesco d'Assisi all'Immacolata
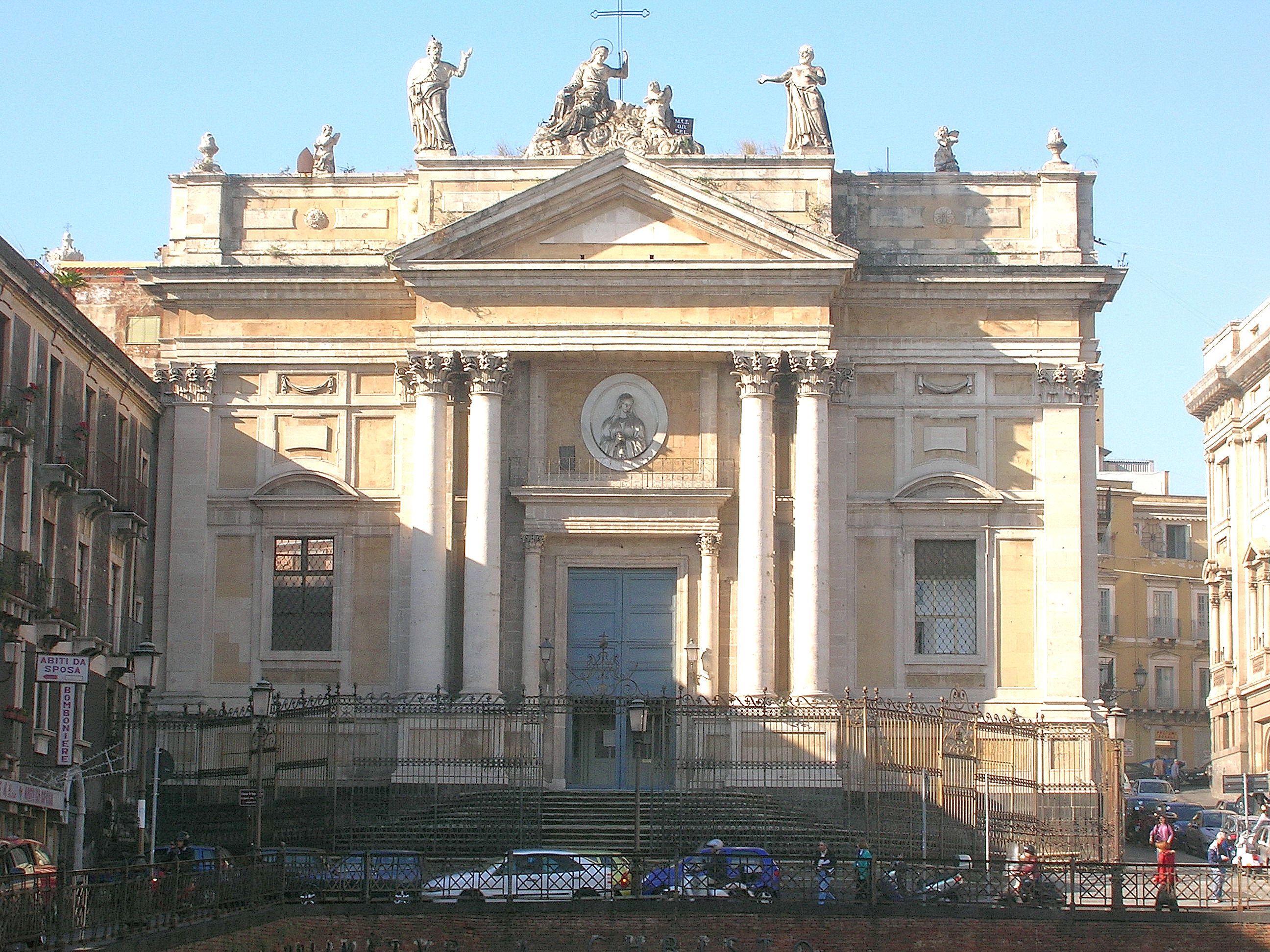
Sant'Agata alla Fornace - San Biagio
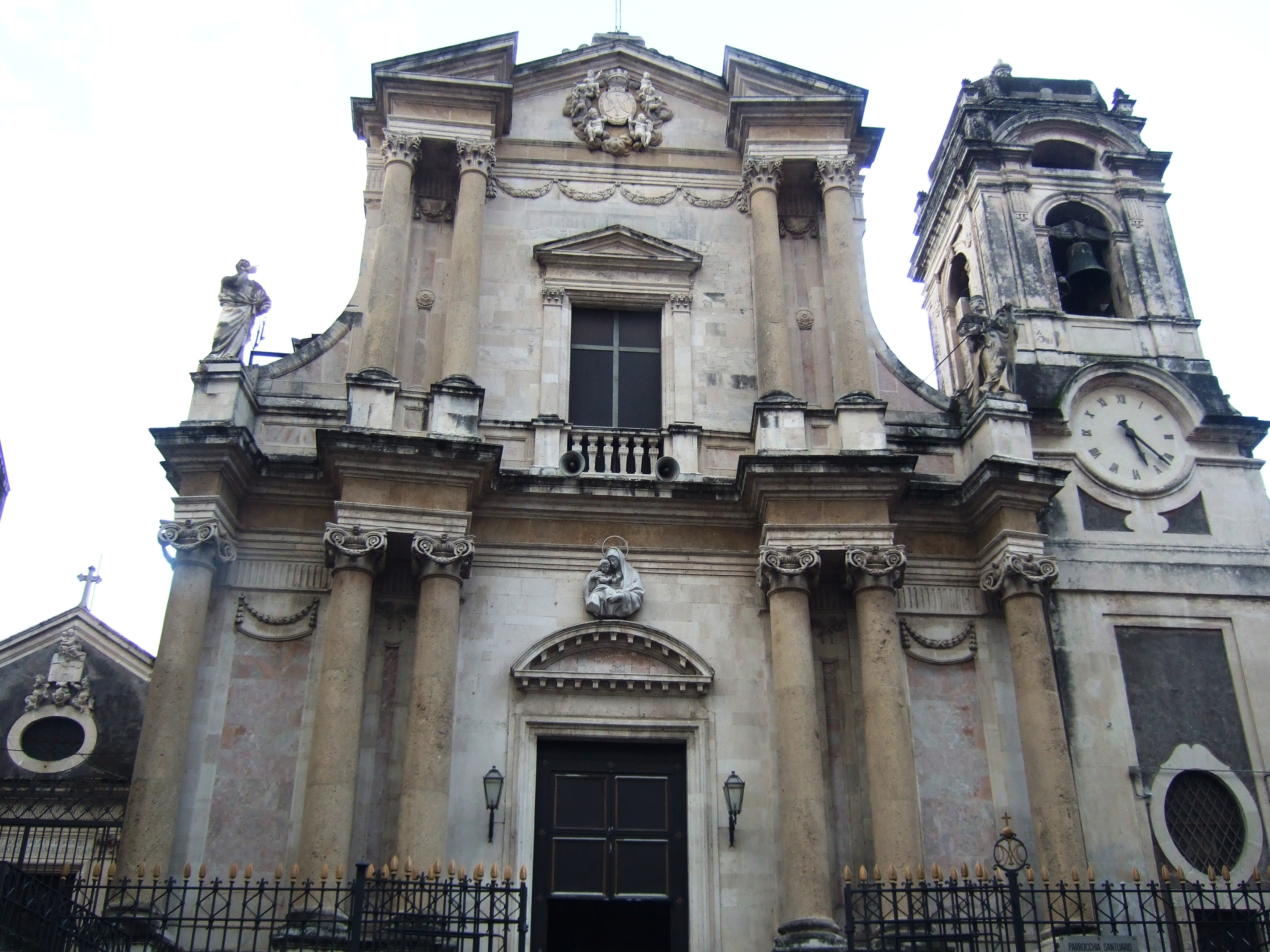
Santa Maria dell'Aiuto
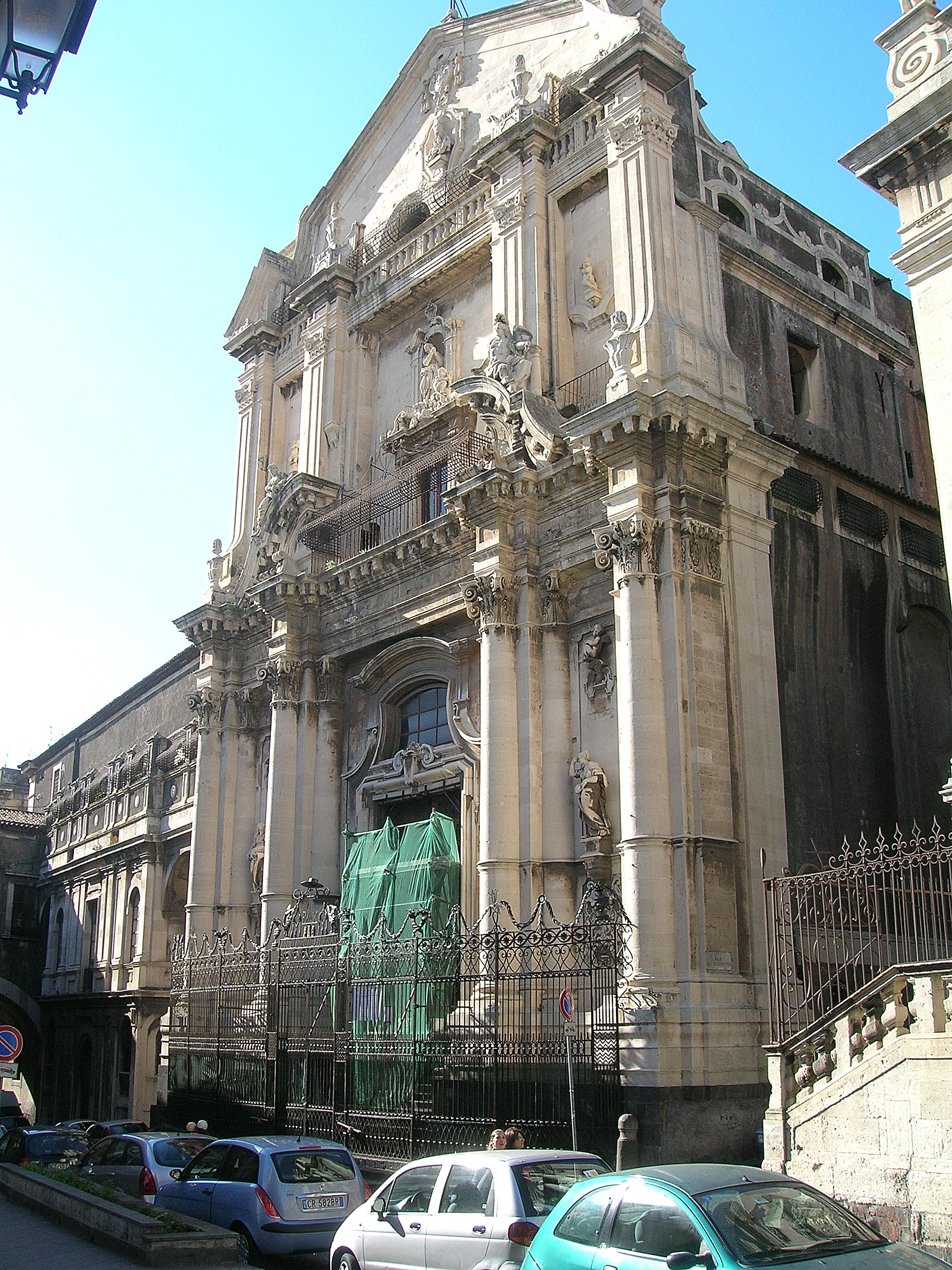
San Benedetto da Norcia
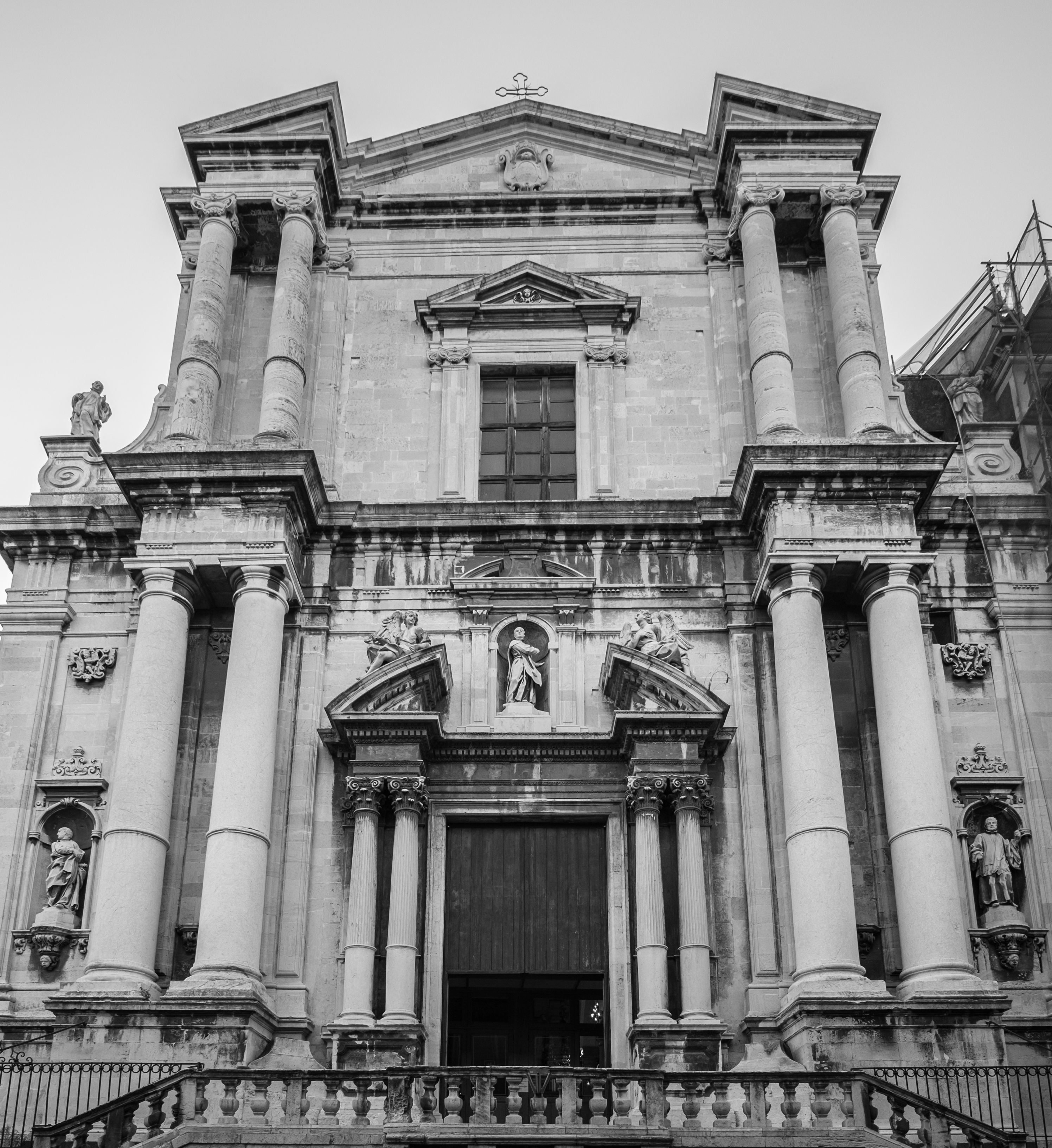
San Francesco Borgia
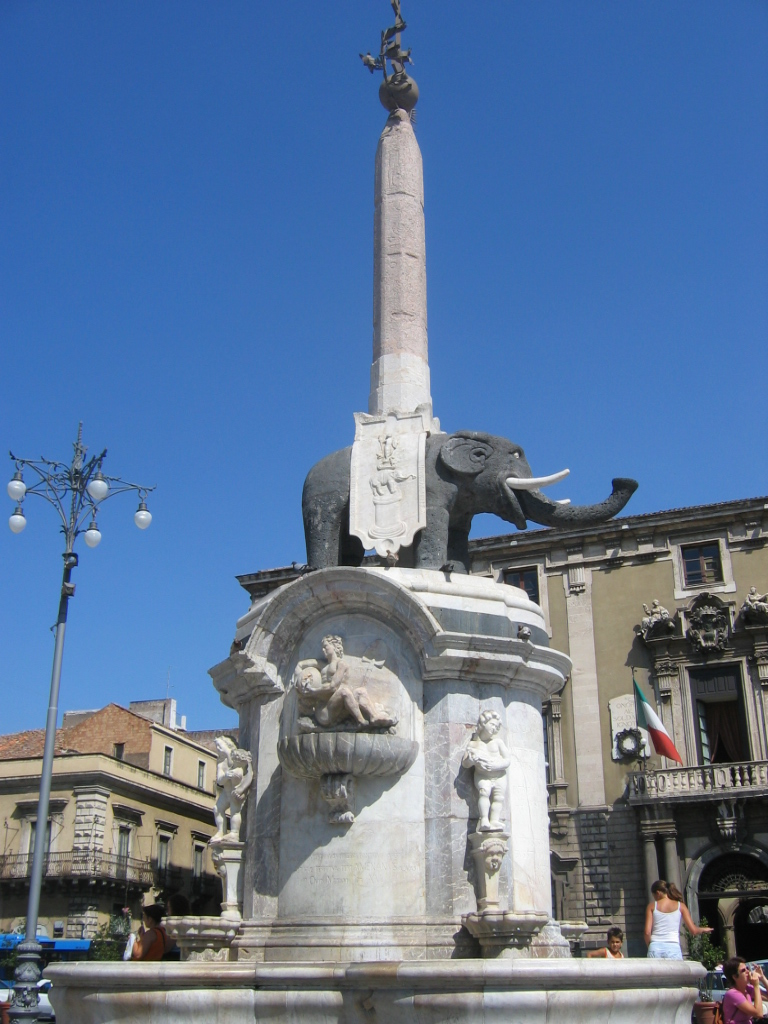
Fontana dell'Elefante
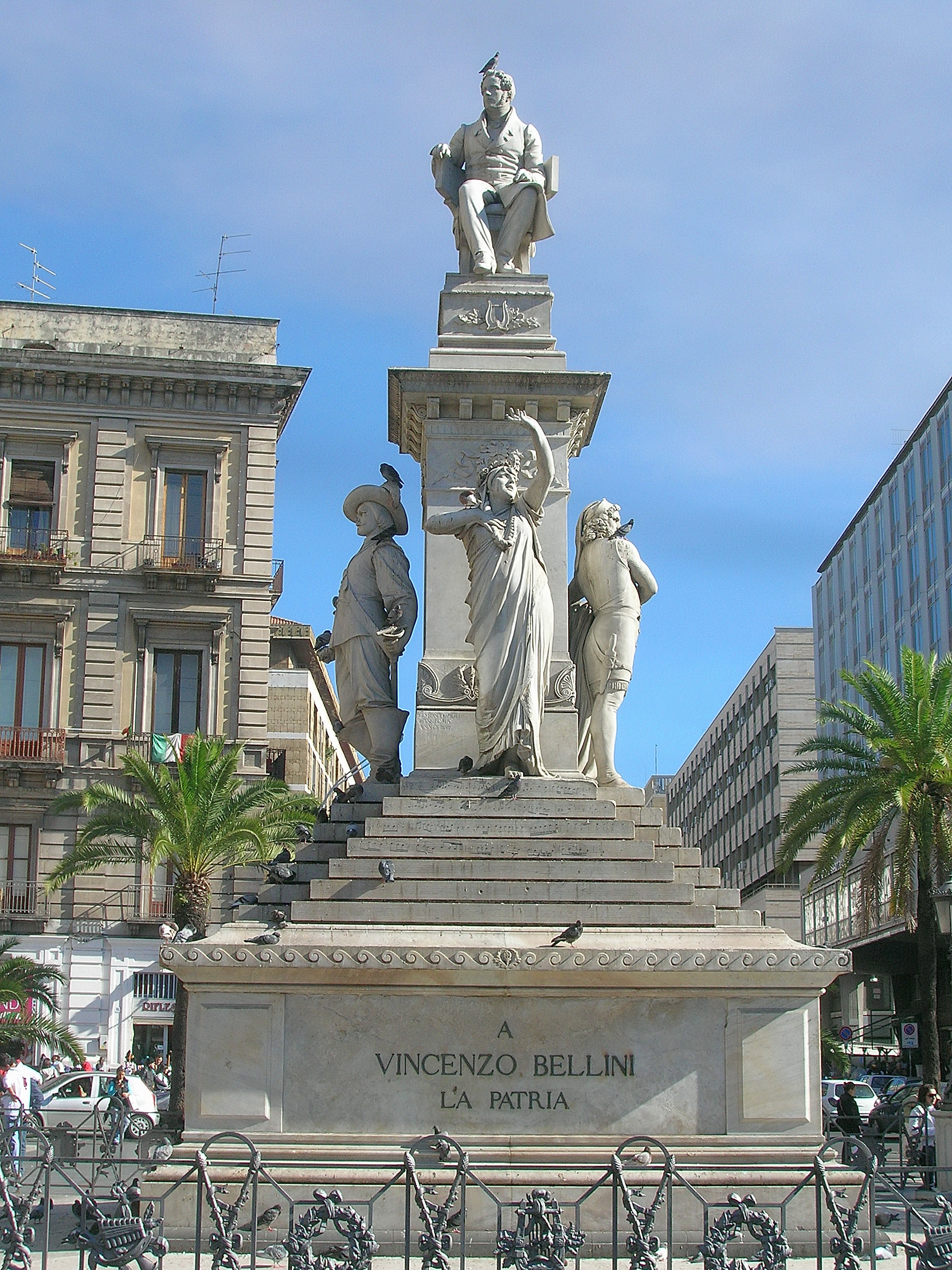
Monumento a Vincenzo Bellini

## Persones il·lustres
- Raffaele Lombardo, president de Sicília.
- Constança de Sicília
- Frederic III de Sicília
- Giovanni Pacini
- Vincenzo Bellini
- Giovanni Verga
- Francesco Coniglio
- Benedetto Majorana della Nicchiara
- Franco Battiato
- Leo Gullotta
- Francesco Calì
- Pippo Baudo
- Jerry Calà
- Giovanni Selvaggi
- Salvatore Pappalardo (1817-1884), compositor musical.
- Carmelo Maugeri (1889-1986), baríton.